# Hygrotus salinarius
Hygrotus salinarius är en skalbaggsart som först beskrevs av Wallis 1924.  Hygrotus salinarius ingår i släktet Hygrotus och familjen dykare. Inga underarter finns listade i Catalogue of Life.